# Liverpool: The Computer Game
Liverpool: The Computer Game o più semplicemente Liverpool è un gioco di tipo sportivo per Amiga e Atari ST del 1992, pubblicato da GrandSlam Entertainments. Il videogioco vanta la licenza ufficiale del club calcistico Liverpool, e all'epoca fu un grande successo per varie novità che presentava. Fu convertito per vari sistemi dell'epoca.

## Modalità di gioco
Il gioco si presentava in una visuale 3-D isometrica, novità per l'epoca, surclassando i vari antagonisti rimasti a visuale "dall'alto" tipo Microprose Soccer e Kick Off.
I punti di forza furono: i numeri di maglia presenti sui giocatori, i calciatori ufficiali dell'annata, l'arbitro che correva in campo e le maglie di gioco fedeli alle originali della Premier League. Il videogioco mostrava anche il nome del calciatore portatore di palla e includeva infortuni, cartellini gialli e rossi e il pubblico in esultanza nello stadio di Anfield.